# Kein Tier. So Wild.
Kein Tier. So Wild. (internationaler Titel: No Beast. So Fierce.) ist ein Spielfilm von Burhan Qurbani aus dem Jahr 2025. Die Tragödie orientiert sich frei an William Shakespeares Stück Richard III. und verlegt dessen Handlung ins Berlin der Gegenwart. Im Mittelpunkt des Films steht die jüngste Tochter eines arabischen Clans, die durch Intrigen und Morde zum mächtigen Oberhaupt in der kriminellen Szene avanciert. Die Hauptrolle übernahm Kenda Hmeidan. Die Weltpremiere fand Mitte Februar 2025 im Rahmen der Internationalen Filmfestspiele Berlin (Berlinale) statt. Ein regulärer Kinostart der europäischen Koproduktion in Deutschland folgte Anfang Mai desselben Jahres.

## Handlung
Berlin-Neukölln in der Gegenwart: Nach einem blutigen Bandenkrieg steht Rashida York auf der Seite der Sieger. Die jüngste Tochter eines arabischen Clans beginnt sich daraufhin kompromisslos den Weg an die Spitze der Macht zu ebnen. Unterstützt von ihrer ehemaligen Amme und engsten Vertrauten Mishal intrigiert Rashida gegen die männlichen Familienmitglieder. Nach und nach schafft sie alle möglichen Konkurrenten auf ihre ganz eigene Weise aus dem Weg und schreckt dabei auch nicht vor Mord zurück. Ebenso stellt sie sich nicht nur gegen mögliche Freunde, sondern auch gegen ihre Schwägerin Elisabet. Rashida gelingt es auf diese Weise, selbst Oberhaupt der Berliner Unterwelt zu werden. Ihre Skrupellosigkeit und ihre Position als Frau in einem patriarchalen Paralleluniversum machen sie jedoch angreifbar. Auch hat Rashida sich mächtige Gegner geschaffen. Letztendlich ist der Moment ihres Triumphs auch der Anfang vom Ende.

## Hintergrund

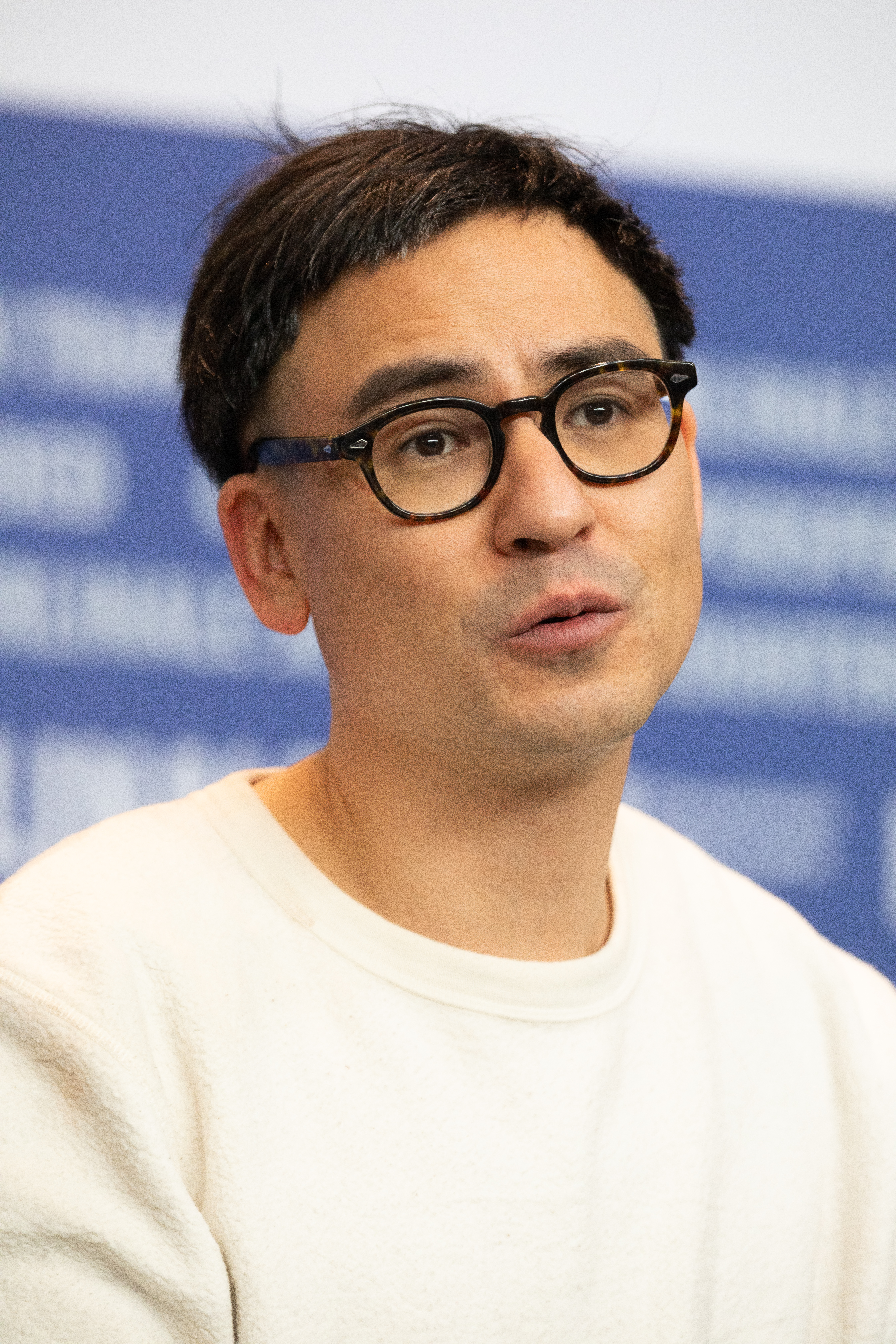
Burhan Qurbani (2020)

Kein Tier. So Wild. ist der vierte Spielfilm des deutschen Regisseurs Burhan Qurbani. Das Drehbuch, basierend auf dem Shakespeare-Stück Richard III., verfasste er gemeinsam mit Enis Maci. Dabei wurde die Geschichte ins Berlin der Gegenwart verlegt. Für die Hauptrolle der Rashida York wurde die aus Syrien stammende Schauspielerin Kenda Hmeidan verpflichtet. Eine ähnliche Herangehensweise hatte Qurbani zuvor mit seiner preisgekrönten Literaturverfilmung Berlin Alexanderplatz (2020)  nach Alfred Döblin an den Tag gelegt, in der er die Hauptrolle ebenfalls mit einem unbekannten Darsteller besetzt und die Handlung in die deutsche Hauptstadt verlegt hatte. Wie bei seinem vorangegangenen Werk arbeitete der Filmemacher erneut mit den Produzenten Leif Alexis, Jochen Laube und Fabian Maubach, Editor Philipp Thomas, Komponistin Dascha Dauenhauer sowie seinem langjährigen Kameramann Yoshi Heimrath zusammen. Produzentin Sophie Cocco stieß neu zum Projekt hinzu.
Neben Kenda Hmeidan sind in weiteren Rollen Verena Altenberger, Hiam Abbass, Mona Zarreh Hoshyari Khah, Mehdi Nebbou, Meriam Abbas, Banafshe Hourmazdi und Camill Jammal zu sehen.
Die Dreharbeiten fanden ab Ende Juli 2023 im polnischen Warschau sowie ab Anfang September desselben Jahres an Originalschauplätzen in Berlin statt. Drehschluss war Mitte September 2023.
Produziert wurde der Film von der deutschen Sommerhaus Produktion. Die Unternehmen Getaway Films aus Frankreich und Madants aus Polen waren als Koproduzenten beteiligt, ebenso die Fernsehsender Arte und ZDF. Das Projekt wurde mit Fördersummen vom Deutschen Filmförderfonds (565.000 Euro), von der Film- und Medienstiftung NRW (200.000 Euro), vom Medienboard Berlin-Brandenburg (400.000 Euro), vom Polnischen Filminstitut (1,38 Millionen Złoty) sowie von Eurimages (440.000 Euro) unterstützt.

## Veröffentlichung
Die Weltpremiere erfolgte am 14. Februar 2025 im Rahmen der 75. Berlinale. Das Werk wurde in die Sektion Berlinale Special eingeladen.
Ein regulärer Start in den deutschen Kinos fand am 8. Mai 2025 im Verleih von Port au Prince Pictures statt.

## Auszeichnungen
Bei der Verleihung des Deutschen Filmpreises 2025 erhielt Dascha Dauenhauer eine Nominierung in der Kategorie Beste Filmmusik.